# Andrés Mosquera
Andrés Mosquera (Cali, 7 settembre 1978) è un ex calciatore colombiano, di ruolo difensore.

## Palmarès

### Club

#### Competizioni nazionali
- Campionato colombiano: 2

Deportivo Cali: 1998
Once Caldas: 2009-I